# كريستوفر لوكسون
كريستوفر لوكسون (مواليد 19 يوليو 1970) هو سياسي نيوزيلاندي يشغل حالياً رئيس الحزب الوطني في نيوزيلندا وزعيم المعارضة في نيوزيلندا.